# 羊飼いの礼拝 (コレッジョ)
『羊飼いの礼拝』（ひつじかいのれいはい、伊: Adorazione dei pastori）または『ラ・ノッテ』（伊: La Notte, 「夜」の意）とは、ルネサンス期のイタリアの画家アントニオ・アッレグリ・ダ・コレッジョによって1529年から1530年頃に描かれた絵画である。ドレスデンのアルテ・マイスター絵画館に所蔵されている。

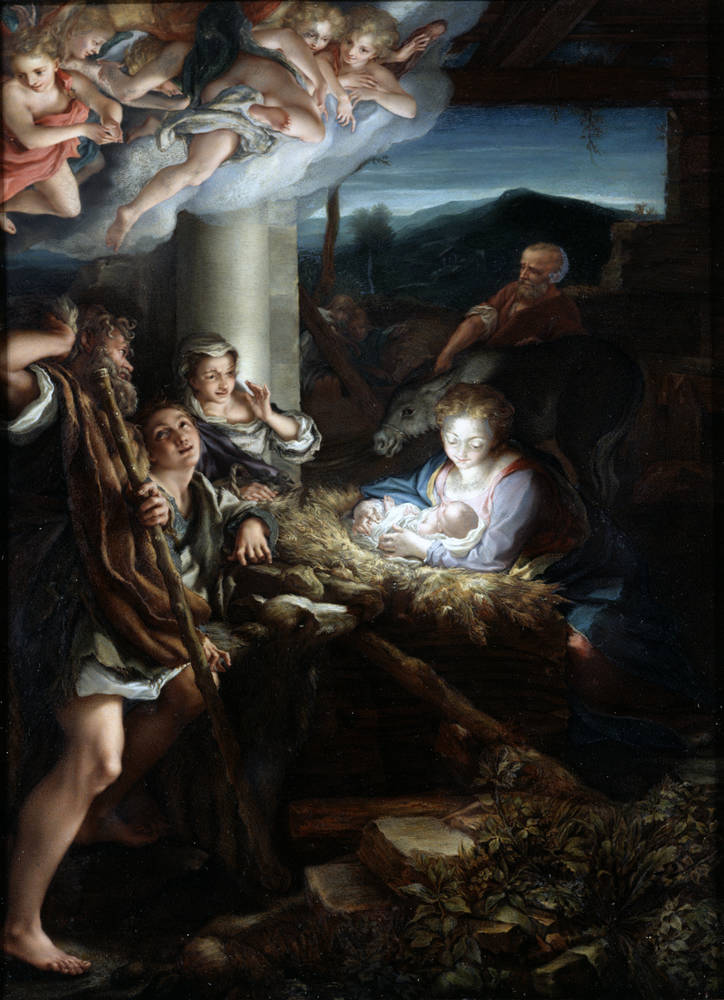
テレーゼ・コンコルディア・メンスによる複製、1746年頃

作品は、レッジョ・エミリアのサン・プロスペロ教会の家族礼拝堂のためにアルベルト・プラトネリによって1522年10月にコレッジョに委嘱された。1520年代の終わりに完成し、1530年に礼拝堂に置かれた。絵画は1640年にフランチェスコ1世公爵によって接収されて、その私設ギャラリーに運ばれ、1746年にドレスデンに移された。
コレッジョは、ティツィアーノの数々の有名な作品によって絶賛された作風の道をたどり、完全に「ロウソク的」な光景である場面を自分流に解釈し、キアロスクーロ処理により素晴らしい結果を生み出した。場面は、羊飼いの集団を左側にして、聖母マリアの腕に抱かれている幼子イエスを中心に回っている。羊飼いの一人の髭を生やした人物は、『聖ヒエロニムスの聖母』(コレッジョ、1523年頃）の聖ヒエロニムスと同じ位置に描かれている。右側には、伝統的な馬小屋の動物と聖ヨセフがいる。左上の部分には、数人の天使が描かれているが、その天使たちは同じ年に制作された、パルマ大聖堂のドーム天井画にある、コレッジョの描いた大胆な人物像を彷彿とさせる。
この作品は、将来のロンバルディア派による光の効果の探求への道を示し、手本としてカミッロ・プロカッチーニ、ルカ・カンビアーゾ、グイド・レーニとドメニキーノにより使用され、さらには後にフェデリコ・バロッチとマラッタらの画家により使用された。絵画の1742年の複製が、ストラスブールのロアン宮殿の礼拝堂に飾られている。

## 関連作品
- ローマ・カトリックの聖母の美術